# Великолепный эльф
Великолепный эльф, или великолепная кокетка, или Чудесный колибри-кокетка (лат. Lophornis magnificus) — вид колибри, птиц из отряда стрижеобразных.
Одна из самых мелких птиц, её длина составляет от 7,1 до 7,7 см, а средняя масса — 2,66 г. У обоих полов короткий, прямой, красный клюв с чёрным концом и бронзово-зеленая верхняя часть тела с белой полосой на пояснице. Взрослые самцы имеют хохолок из удлиненных рыжевато-оранжевых перьев и белые с темными поперечными полосами веерообразные длинные перья на щеках. Его лоб и горло радужно-зеленые, а нижняя часть тела серовато-зеленая. Его центральные рулевые перья бронзово-зеленые, а остальные рыжие с бронзово-зелеными кончиками и краями. У взрослой самки нет хохолка и длинных перьев на щеках. У неё беловатое горло с рыжими дисками и темными пятнами в виде полумесяца. Нижняя часть у неё серовато-зеленая, как у самца, но хвост в целом темно-бронзовый с рыжими концами. Молодые особи похожи на взрослую самку.
В основном молчаливая птица. Во время кормления издает короткое «цип». В полете её крылья издают низкое похожее не пчелиное гудение.
Распространена на востоке Южной Америки на юге и юго-востоке Бразилии, от Эспириту-Санту на юг до Риу-Гранди-ду-Сул и на запад почти до Боливии и Парагвая. Иногда её регистрировали на севере до Алагоаса. Населяет полуоткрытые и открытые ландшафты, такие как опушки влажных лесов, вторичные леса, кофейные плантации, сады и серрадо. Встречается на высоте до 1000 м над уровнем моря. Считается обычным видом, легко расселяется в искусственных средах обитания, таких как плантации и цветущие сады. Встречается на нескольких охраняемых территориях.
Совершает некоторые сезонные миграции, по-видимому, после сезона цветения и гнездования.
Питается мелкими членистоногими и нектаром самых разнообразных мелких цветковых растений. Она ловит насекомых с насеста на высоте от 2 до 5 м над землей.
Сезон размножения длится с августа по март. Самка делает чашеобразное гнездо из растительного пуха и мха, которое снаружи покрывает лишайниками. Обычно она размещает его как седло на ветке куста или небольшого дерева на высоте от 2 до 5 м над землей. Самка высиживает кладку из двух белых яиц; инкубация длится от 12 до 13 дней. Птенцы оперяются примерно через 20 дней после вылупления.

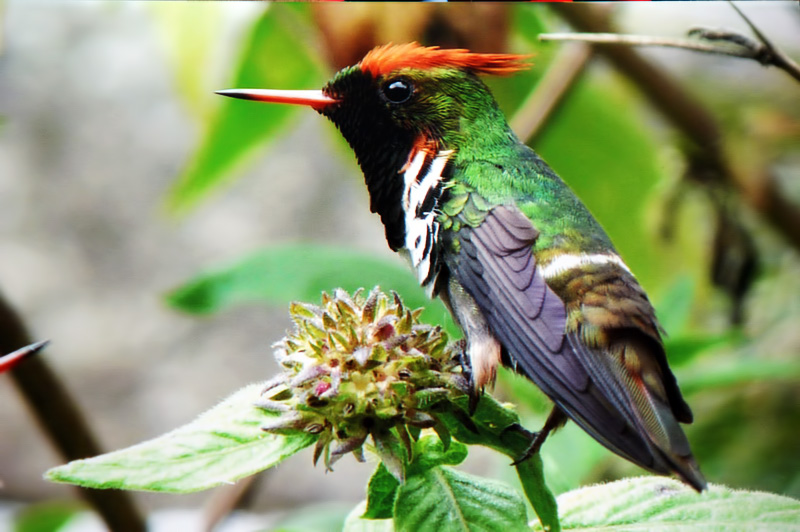
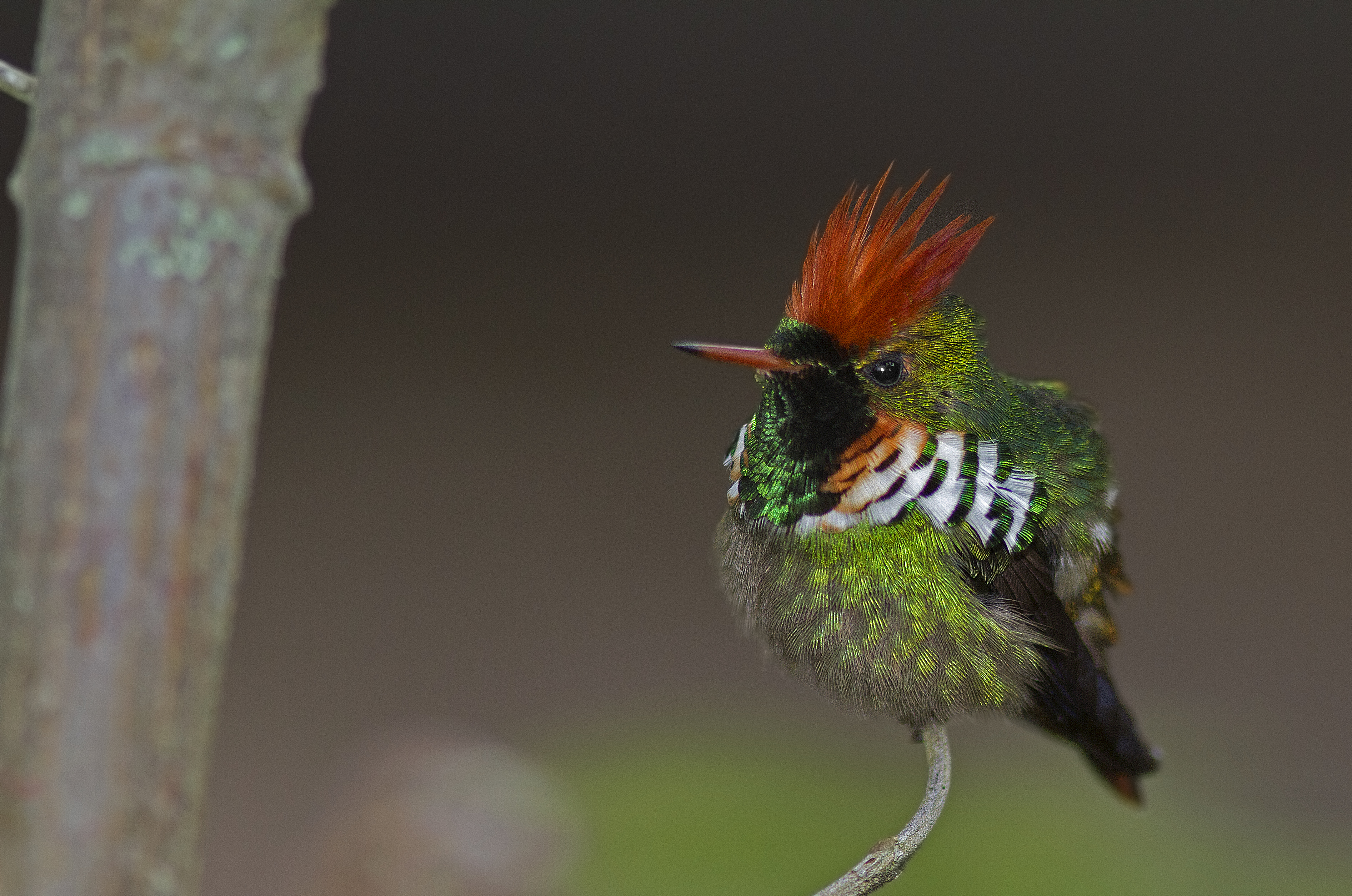
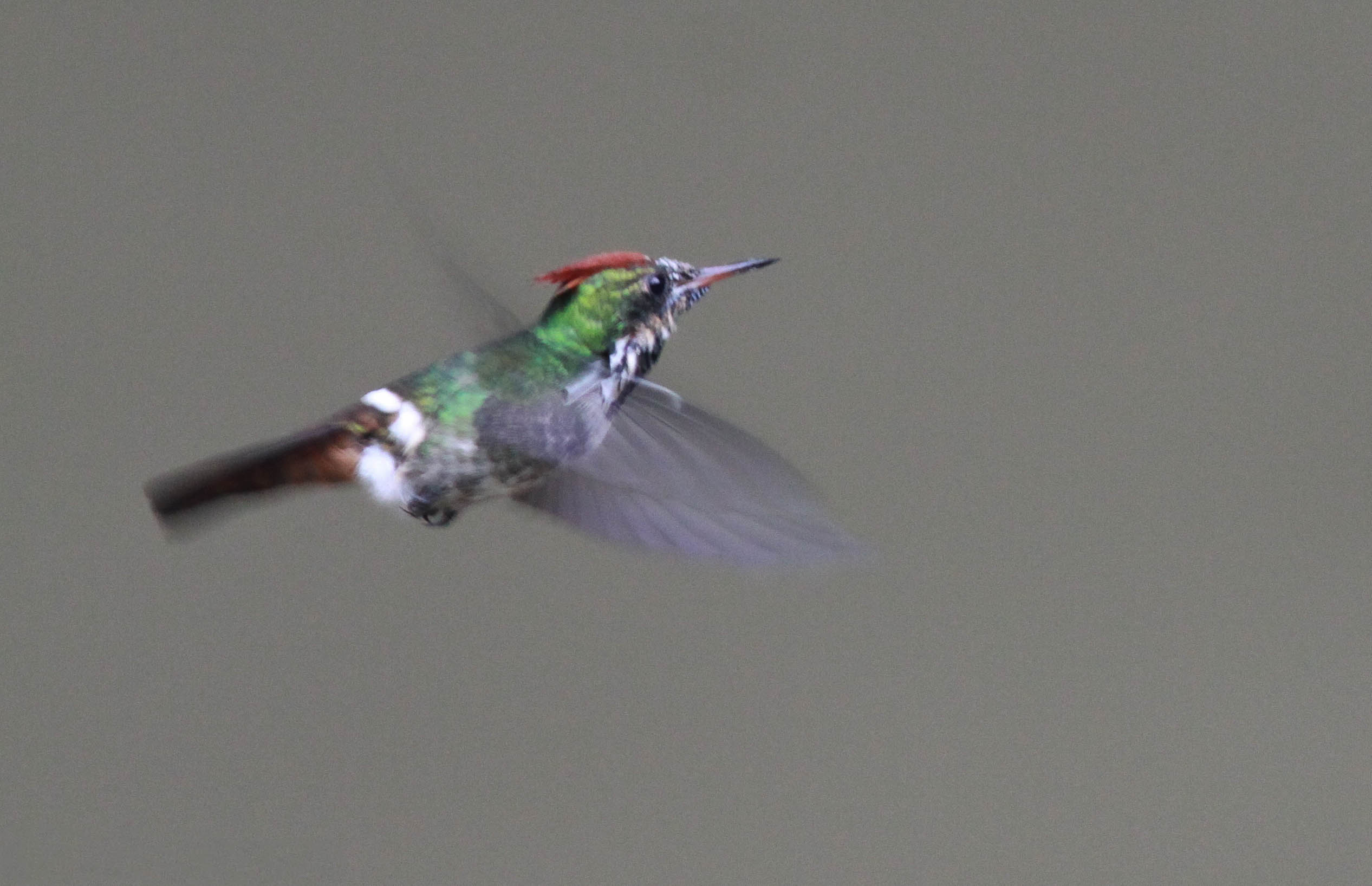
В полете